# Галлицы
Галлицы (лат. Cecidomyiidae) — семейство длинноусых двукрылых насекомых. Более 6000 видов. Встречаются повсеместно.

## Описание
Взрослые особи обычно очень маленькие, длиной 1—4 мм. Узнать их можно по волосистым крыльям, малой величине и длинным усикам. Среди паразитов отмечены наездники рода Omphale.

## Биология
Самки вместе с яйцами откладывают в растительные ткани симбиотические грибы, которые вызывают образование вздутий — галлов, внутри которых затем развиваются личинки.

## Палеонтология
Древнейшая галлица, †Catotricha mesozoica, была обнаружена в верхнеюрских отложениях Забайкалья.

## Систематика
780 родов и более 6000 видов (включая около 100 ископаемых).
- Cecidomyiinae
  - Alycaulini
  - Aphidoletini
  - Asphondyliini (включая Polystephini и Schizomyiini)
  - Brachineurini
  - Cecidomyiini
  - Clinodiplosini
  - Kiefferiini
  - Lasiopterini
  - Ledomyiini
  - Lestodiplosini
  - Mycodiplosini
  - Oligotrophini
  - Rhizomyiini
  - Trotteriini
- Lestremiinae
  - Acoenoniini
  - Baeonotini
  - Campylomyzini
  - Catochini
  - Catotrichini (Catotrichinae)
  - Forbesomyiini
  - Lestremiini
  - Micromyini (включая Aprionini и Bryomyiini)
  - Peromyiini
- Porricondylinae
  - Asynaptini
  - Diallactiini
  - Dicerurini
  - Dirhizini
  - Heteropezini
  - Porricondylini (включая Holoneurini)
  - Winnertziini
  - Geomyia

## Хозяйственное значение
Некоторые галлицы являются серьёзными вредителями зерновых культур, например, гессенская муха (Mayetiola destructor), галлы которых наносят серьёзный вред культурам. Имеются также виды, используемые в биологической борьбе с вредителями сельскохозяйственных культур. Так, галлица афидимиза Архивная копия от 13 декабря 2017 на Wayback Machine (Aphidoletes aphidimyza Rond.) является эффективным агентом в борьбе с тлями.